# يرمول أشعل
اليَرْمُول الأَشْعَل (الاسم العلمي:Ammospermophilus leucurus) (بالإنجليزية: White-tailed Antelope Squirrel)‏ هو نوع من الحيوانات يتبع جنس اليرمول من فصيلة سنجابية.